# Avro 533 Manchester
El Avro 533 Manchester fue un bombardero y avión de fotorreconocimiento bimotor de la época de la Primera Guerra Mundial, diseñado y construido por Avro.

## Diseño y desarrollo
Diseñado como bombardero bimotor y avión de fotorreconocimiento, el Avro 533 era un desarrollo de los anteriores 523 y 529A. Designado originalmente como Avro 529B, se especificó el nuevo motor ABC Dragonfly I de 240 kW (320 hp) de nueve cilindros, pero con un rediseño en julio de 1918, el número de modelo fue cambiado posteriormente a Avro 533. Cuando los motores originales no estuvieron disponibles, se los sustituyó con los Siddeley Puma de 220 kW (300 hp) en el segundo prototipo en noviembre de 1918, adquiriendo una nueva designación, la de Avro 533A Manchester Mk II, y volando por primera vez en diciembre del mismo año. También se propuso el motor estadounidense Liberty de 300 kW (400 hp) como alternativo.

## Historia operacional
El Avro 533A Manchester Mk II voló por primera vez en diciembre de 1918, continuando las pruebas de vuelo con el No. 186 Development Squadron. En marzo de 1919, Avro envió el primer prototipo al Establecimiento Experimental de Aeroplanos y Armamento en Martlesham Heath para realizar pruebas oficiales, antes de su vuelta final a la fábrica de Avro en Hamble. El avión era un diseño grande y muy convencional de construcción en madera y tela, típica de la época. Se retuvieron las cabinas abiertas, aunque se planearon modificaciones posteriores para realizar compartimientos de pasajeros en el interior.
En diciembre de 1919, el segundo prototipo recibió sus motores Dragonfly, convirtiéndose en el Avro 533A Manchester Mk II. Aparte de los diferentes motores, había pocas diferencias entre los dos modelos, teniendo el Mk II una superficie alar ligeramente aumentada, y empenaje y timón agrandados para corregir los problemas de control indicados en las pruebas. Las pruebas de vuelo también mostraron prestaciones inferiores a las esperadas, que resultaron en que Avro reconsiderara el realizar más pruebas del modelo, y finalmente condujeron al abandono del tercer prototipo, que nunca fue equipado con motores.
En marzo de 1919, Avro propuso un avión comercial, el Avro 537, que sería adaptado desde la versión de bombardero anterior. Los planes fueron finalmente abandonados y todos los prototipos del Type 533 fueron desguazados.

## Variantes
529B
Designación original del modelo.
533 Manchester Mk I
Redesignación del diseño original, uno construido.
533A Manchester Mk II
Segundo prototipo con motores Siddeley Puma, dos construidos (uno inacabado).
537
Variante comercial, no construida.

## Especificaciones (Mk.II)
Referencia datos: Jane's all the World's Aircraft 1919 Jane's Fighting Aircraft of World War I, Avro Aircraft since 1908

### Características generales
- Tripulación: Tres (piloto y dos artilleros)
- Longitud: 11 m (36,1 ft)
- Envergadura: 18 m (59,1 ft)
- Altura: 3,8 m (12,5 ft)
- Superficie alar: 75,9 m² (817 ft²)(excluyendo las góndolas motoras)
- Peso vacío: 2075 kg (4573,3 lb)
- Peso cargado: 3247 kg (7156,4 lb)
- Planta motriz: 2× motor lineal de seis cilindros refrigerado por agua Siddeley Puma.
  - Potencia: 220 kW (303 HP; 299 CV) cada uno.
- Hélices: 1× Avro Tractor type D bipala de paso fijo por motor.
- Diámetro de la hélice: 2,9 m
- Capacidad de combustible: 530 l

### Rendimiento
- Velocidad máxima operativa (Vno): 201 km/h (125 MPH; 109 kt) (a nivel del mar), 192 km/h a 3000 m (10 000 pies)
- Velocidad de entrada en pérdida (Vs): 72 km/h (45 MPH; 39 kt)
- Alcance: 3 h 30 min (a 3000 m (10 000 pies), incluyendo ascenso)
- Techo de vuelo: 5200 m (17 060 ft)
- Carga alar: 42,8 kg/m² (8,8 lb/ft²)
- Potencia/peso: 0,1378 kW/kg (0,0838 hp/lb)
- Velocidad de aterrizaje: 72 km/h
- Tiempo a altitud: 6 min 30 s para 1500 m (5000 pies)

16 min 20 s para 3000 m (10 000 pies)

32 min para 4600 m (15 000 pies)

42 min para 5200 m (17 000 pies)

### Armamento
- Ametralladoras: 

  - 2x Lewis de 7,7 mm flexibles en puestos de morro y medio[8]
- Bombas: 400 kg

## Aeronaves relacionadas

### Secuencias de designación
- Secuencia Numérica (interna de Avro): ← 529 - 530 - 531 - 533 - 534 - 536 - 538 →